# Tellurohauchecornite
La tellurohauchecornite (simbolo IMA: Thau) è un minerale molto raro del gruppo della hauchecornite appartenente alla famiglia dei "solfuri e solfosali"; la sua composizione chimica è Ni9BiTeS8.

## Etimologia e storia
La tellurohauchecornite è l'analogo del tellurio dell'hauchecornite, caratteristiche che danno il nome al minerale.
Il suo campione tipo è conservato presso il Royal Ontario Museum con il numero di catalogo M30942.

## Classificazione
La classica nona edizione della sistematica dei minerali di Strunz, aggiornata dall'Associazione Mineralogica Internazionale (IMA) fino al 2009, elenca la tellurohauchecornite nella classe "2. Solfuri e solfosali" e da lì nella sottoclasse "2.B Solfuri metallici, M: S > 1: 1 (principalmente 2: 1)"; questa viene ulteriormente suddivisa in base alla composizione del minerale, in modo tale che la tellurohauchecornite possa essere trovata nella sezione "2.BB Con Ni" dove, insieme a bismutohauchecornite, hauchecornite, arsenohauchecornite e tučekite forma il sistema nº 2.BB.10.
Tale classificazione viene mantenuta anche nell'edizione successiva, proseguita dal database "mindat.org" e chiamata Classificazione Strunz-mindat.
Nella Sistematica dei lapis (Lapis-Systematik) di Stefan Weiß la tellurohauchecornite si trova nella classe dei "solfuri e solfosali (solfuri, seleniuri, tellururi, arsenuri, antimoniuri, bismutidi)" e nella sottoclasse dei "solfuri, seleniuri e tellururi con rapporto metallo: S,Se,Te > 1:1"; qui è nella sezione dei "solfuri con prevalenza di nichel, cobalto, rodio e palladio; Gruppo dell'hauchecornite" dove forma il sistema nº II/B.15 insieme ad arsenohauchecornite, bismutohauchecornite, hauchecornite e tučekite.
Anche nella classificazione dei minerali secondo Dana, usata principalmente nel mondo anglosassone, la tellurohauchecornite si trova nella famiglia dei "solfuri e solfosali"; qui è nella classe dei "solfosali" e nella sottoclasse dei "solfosali con rapporto z/y = 4 e composizione (A+)i(A2+)j[ByCz], A = metalli, B = semimetalli, C = non metalli" dove forma il "gruppo dell'hauchecornite, solfuri di nichel complessi (tetragonali: P4/nnn o I4/mmm)" insieme ad arsenohauchecornite, hauchecornite, bismutohauchecornite e tučekite.

## Abito cristallino
La tellurohauchecornite cristallizza nel sistema tetragonale con il gruppo spaziale P4/mmm (gruppo nº 123) con i parametri di reticolo a = 14,64 Å e c = 10,87 Å, oltre a 8 unità di formula per cella unitaria.

## Origine e giacitura
La tellurohauchecornite è stata trovata in vene idrotermali di solfuro di nichel–cobalto–rame; la paragenesi è con calcopirite e millerite.
La tellurohauchecornite è un minerale molto raro ed è stato trovato solo in due siti: la miniera di "Strathcona" (46.63333°N 81.38333°W) presso Greater Sudbury (nell'Ontario, in Canada), che è la sua località tipo, e nella miniera "IMI Fabi" presso Lanzada (Lombardia, Italia).

## Forma in cui si presenta in natura
La tellurohauchecornite si presenta in grani irregolari privi di facce cristalline (anedrali) non più grandi di 150 µm.
Il minerale ha lucentezza metallica e color bronzo; il colore del suo striscio è nero-grigiastro.